# Benoît Poilvet
Benoît Poilvet (Saint-Brieuc, 27 augustus 1976) is een Frans voormalig wielrenner die het grootste gedeelte van zijn carrière reed voor Crédit Agricole.

## Belangrijkste overwinningen
1998
GP des Marbriers
2008
Eindklassement Ronde van Bretagne

## Resultaten in voornaamste wedstrijden
| Jaar | Ronde van Italië | Ronde van Frankrijk | Ronde van Spanje |
| ---- | ---------------- | ------------------- | ---------------- |
| 2000 |                  |                     |                  |
| 2001 |                  |                     |                  |
| 2002 |                  |                     |                  |
| 2003 |                  | 109e                |                  |
| 2004 |                  |                     |                  |
| 2005 |                  |                     | opgave           |
| 2006 | 99e              |                     | 55e              |
| 2007 |                  |                     |                  |

| Jaar | Amstel Gold Race | Luik-Bast.‑Luik | Ronde van Lombardije | Parijs-Tours | Waalse Pijl |
| ---- | ---------------- | --------------- | -------------------- | ------------ | ----------- |
| 2000 |                  |                 |                      | 42e          |             |
| 2001 |                  |                 |                      | 113e         |             |
| 2002 |                  | 94e             | 51e                  | 128e         | 121e        |
| 2003 |                  |                 |                      | 105e         |             |
| 2004 |                  | 99e             |                      |              | 104e        |
| 2005 | 130e             |                 | 58e                  | 141e         |             |
| 2006 | 91e              |                 | 65e                  |              | 108e        |
| 2007 |                  |                 |                      |              | 116e        |